# 동학, 수운 최제우
"동학, 수운 최제우"는 2012년에 개봉한 대한민국의 영화이다.

## 캐스팅
- 박기륭 : 최제우 역
- 송경의 : 조영화 역
- 정기선 : 최경상 역
- 조윤정 : 박씨부인 역